# Ring (sieraad)

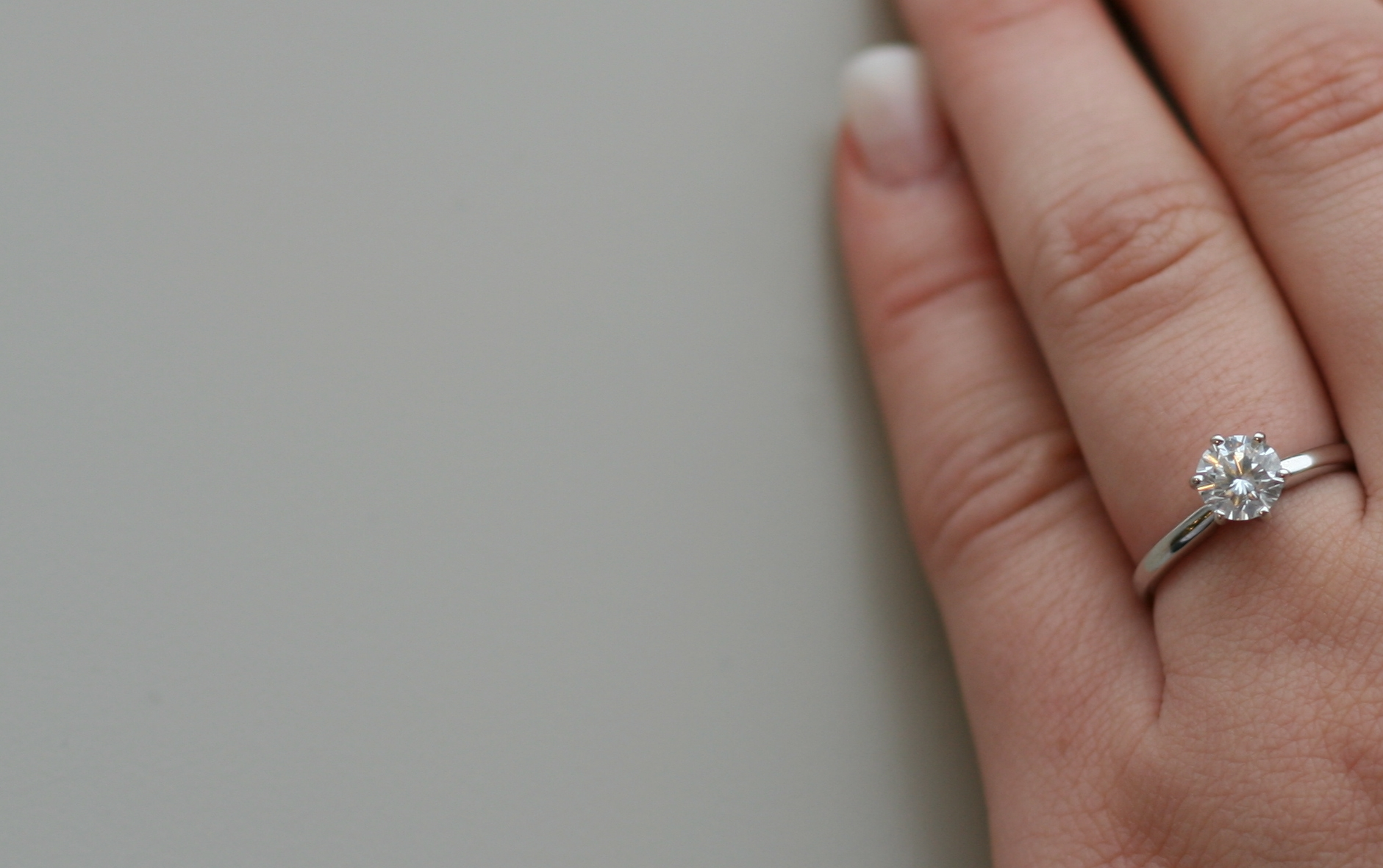
Een verlovingsring met diamant

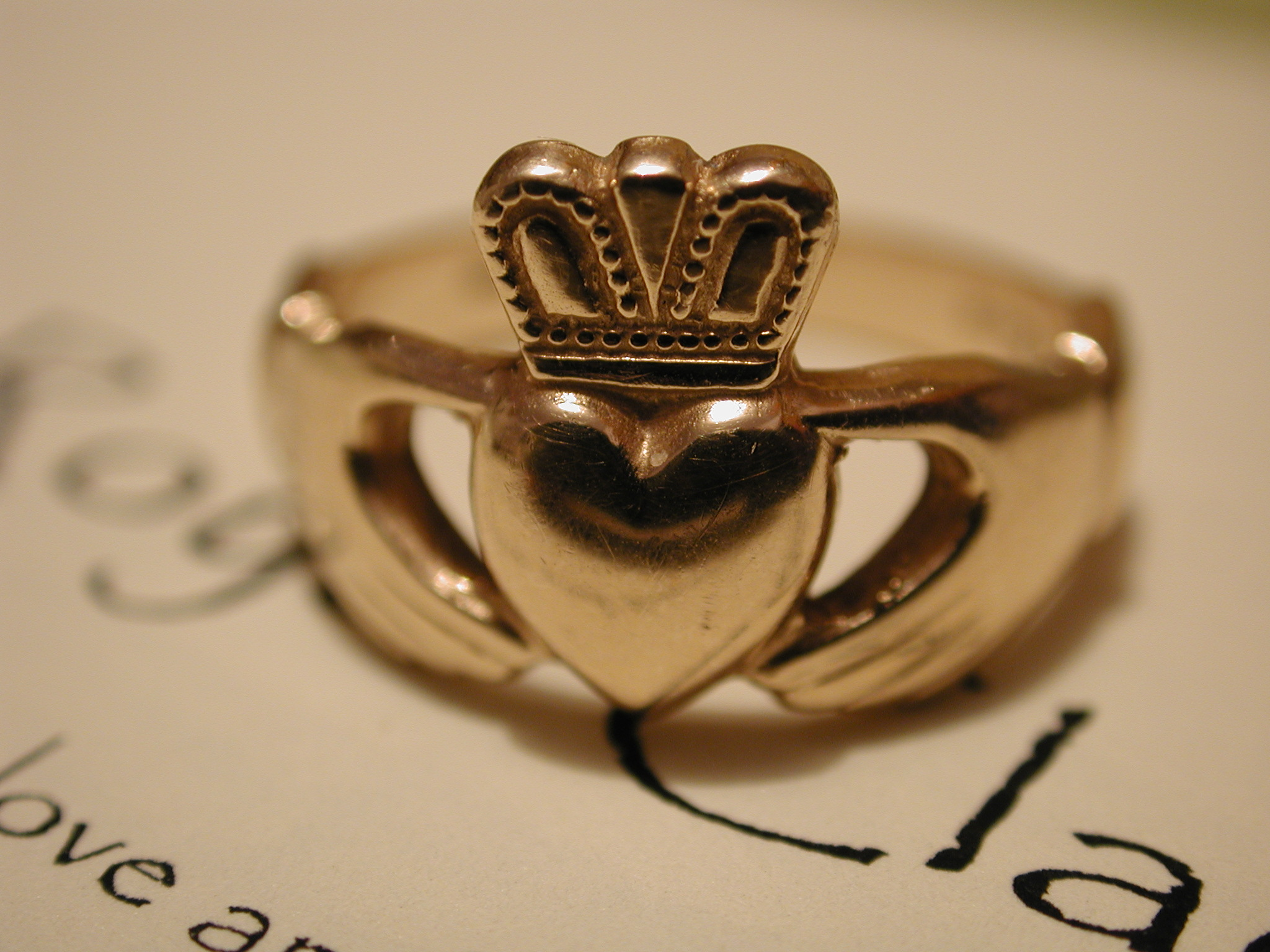
Een Claddagh-ring (liefdesring)

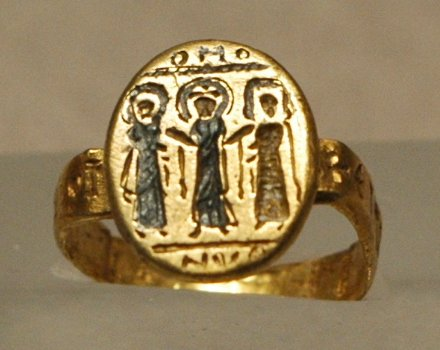
Een trouwring in het Louvre

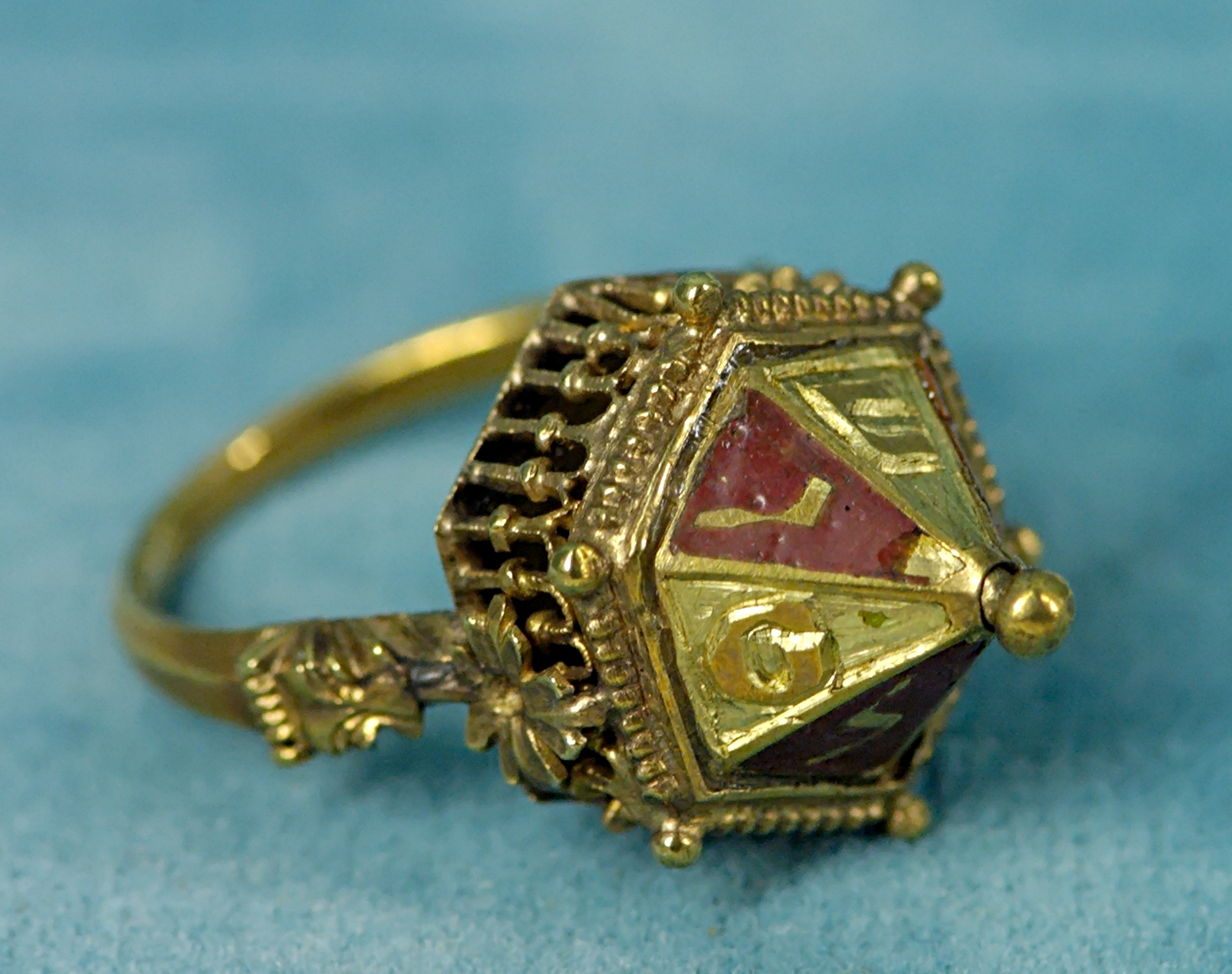
Een joodse trouwring

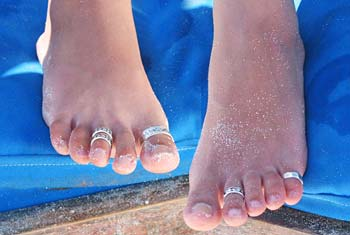
Teenringen

Een ring is een sieraad dat men meestal om de vinger (met name de ringvinger) draagt. De ring heeft in relatie tot het huwelijk (of vergelijkbare relaties) een sterk symbolische betekenis.

## Verlovingsring
Een verlovingsring is een ring waarmee de drager aangeeft verloofd te zijn en die aan elkaar gegeven wordt bij de verloving. Vaak is het de ring die de ene partner aan de andere geeft bij het huwelijksaanzoek. De ring is zodoende te vergelijken met de trouwring.
Een verlovingsring is soms een aparte ring, maar in Nederland is het meestal de (toekomstige) trouwring, gedragen aan de andere hand (bij katholieken gaat de ring dan van de rechter- naar de linkerhand en bij protestanten van de linker- naar de rechterhand). Draagt men de trouwring aan de rechterringvinger, dan wordt de verlovingsring aan de linker gedragen (en andersom).
In Noord-Amerika dragen verloofden hun ring meestal aan de linkerringvinger. Volgens het volksgeloof moet men de verlovingsring altijd aan de derde vinger van de linkerhand dragen en als deze de eerste keer wordt omgeschoven moet de ring drie maal worden rondgedraaid terwijl men tot tien telt.
De verloving wordt in België en Nederland sinds het einde van de 20e eeuw steeds minder gevierd, met name doordat veel paren eerst gaan samenwonen voor zij in het huwelijk treden.

## Trouwring
De trouwring wordt gedragen als teken voor de huwelijkstrouw. Het feit dat een ring geen begin en einde heeft, zal hiertoe hebben bijgedragen.
Het was lang gebruikelijk dat iedereen de trouwring om de ringvinger van de linkerhand droeg. De ringvinger stond volgens het oude volksgeloof in verbinding met het hart en zo is dit gebruik ontstaan; de linkerhand ligt dichter bij het hart. Tijdens de reformatie is er echter een verschil ontstaan tussen protestanten en rooms-katholieken. Volgens dr. Stefaan Top, docent volkskunde aan de Katholieke Universiteit Leuven, was de trouwring aan de rechterhand een herkenningsteken voor protestanten. Rooms-katholieken droegen de ring altijd links.
Een gebruik van weduwen en weduwnaren is om de ring van de overleden huwelijkspartner achter de eigen trouwring te dragen.

## Gebruiken naar land
In Noord-Amerika en Zuid-Afrika dragen de meeste gehuwden hun trouwring aan hun linkerringvinger, los van het feit of zij wel of niet katholiek zijn. Oosters-orthodoxen dragen hun trouwring altijd aan de rechterringvinger; een gebruik dat ook geldt in de Duitstalige landen en Chili, evenals provincies van Vlaanderen bijvoorbeeld Antwerpen en Vlaams-Brabant, Nederland maar ook in veel Noord en Oost Europese landen geldt dat gebruik zoals Denemarken, Noorwegen, Rusland, Polen Bulgarije evenals in Spanje en Griekenland.
Ook in India is het de traditie om de trouwring aan de rechter ringvinger te plaatsen, omdat de linkerhand onrein 
is.
Tijdens een joods huwelijk wordt de trouwring om de rechterwijsvinger van de bruid geschoven. Nadien plaatst de bruid de trouwring meestal om haar linkerringvinger.

### Volksgeloof rondom de trouwring
Er bestaat een aantal volksgeloven rondom de trouwring:
- De trouwring moet permanent worden gedragen.
- Als een vrouw haar trouwring verliest, dan zal ze ook haar man verliezen.
- Als de trouwring breekt, zullen man en vrouw vroeg overlijden.
- Door de trouwring op een wrat te leggen en daarna met een doorn van de kruisbes te prikken, kan men van wratten afkomen.
- Met een geleende trouwring kan een ongehuwde vrouw voorspellen of ze in de toekomst gaat trouwen.

## De bisschopsring

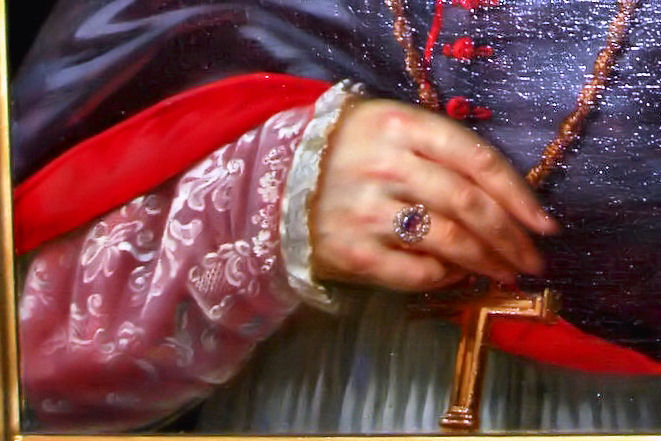
Een bisschopsring, 18e eeuw

In de Katholieke Kerk wordt een bisschopsring geschonken aan bisschoppen, abten en abdissen als teken van trouw aan de Kerk, die katholieken beschouwen als Christus hemelse bruidegom, en als teken van hun trouw aan de hen toevertrouwde gemeenschap van gelovigen.
Kardinalen dragen een kardinaalsring en de paus een vissersring.